# Bessemerwerk (Steinhauser Hütte)
Das Bessemerwerk im Hüttenkomplex Steinhauser Hütte war ein Stahlwerk in Witten. Es wurde 1870 gegründet und befand sich auf dem Gelände des heutigen Gewerbegebiets „Drei Könige“ nahe der Herbeder Straße und dem Wannenbach. Der Betrieb wurde spätestens 1921 stillgelegt. Am 30. Januar 2018 wurden Fundamente im Rahmen von Sanierungsmaßnahmen des Geländes entdeckt und im weiteren Verlauf freigelegt. Das Gelände wurde für sechs Monate unter Denkmalschutz gestellt. Wenige Tage zuvor waren die Reste des nebenliegenden Puddelwerks freigelegt worden.